# Giorgios I.
Giorgios I. war ein König des christlichen, nubischen Königreiches von Makuria, der vor 887 (wohl 856–866) regierte.
Giorgios I. war der Sohn von Zacharias I. Als junger Mann sandte ihn sein Vater auf eine Mission nach Bagdad, um dort über ausbleibende Tribute zu verhandeln, welche die Nubier hätten zahlen sollen. Der Ausgang der Reise ist unbekannt, doch war sie wohl erfolgreich.
In der Regierungszeit von Giorgios I. gab es im benachbarten Oberägypten Kämpfe zwischen den Bedscha, den Arabern und deren Führer el-Omari. Da die Nubier auf irgendeine Art und Weise in die Kämpfe auch verwickelt waren, ergriff el-Omari die Gelegenheit und plünderte verschiedene Orte in Unternubien.
Etwas später kam es zu weiteren Feindseligkeiten als el-Omari in der Wüste nach Gold suchte und einige seiner Leute von den Nubiern dabei umgebracht wurden. Der arabische Anführer griff erneut nubische Orte an, worauf Giorgios I. seinen Neffen Nyuti aussandte. Dieser machte Frieden mit el-Omari und wandte sich nun gegen Giorgios I., der daraufhin seinen Sohn Zacharias gegen Nyuti beorderte. El-Omari stellte sich daraufhin auf die Seit von Giorgios I., der ihn mit Geld und dem Versprechen für sich gewann, dass er später die Frau von Nyuti bekommen könne. So gestärkt konnte Zacharias im Kampf Nyuti besiegen und wandte sich jedoch anschließend mit seiner Armee gegen el-Omari, der aber nicht besiegt werden konnte und einige Jahre lang Teile von Unternubien besetzt hielt.
In Alt Dunqula wird der Herrscher auch auf einer 887 datierten Grabstele seines Beamten Tetrachros Mariankouda erwähnt.